# ديفيد جونز (لاعب هوكي الجليد)
دايفيد جونز (بالإنجليزية: David Jones)‏ (و. 1984  م) هو لاعب هوكي الجليد كندي، ولد في غويلف، مركز لعبه هو جناح ‏.
.

## روابط خارجية
- دايفيد جونز على موقع دوري الهوكي الوطني (الإنجليزية)
- دايفيد جونز على موقع EliteProspects.com (الإنجليزية)
- دايفيد جونز على موقع HockeyDB.com (الإنجليزية)
- دايفيد جونز على موقع Hockey-Reference.com (الإنجليزية)